# Hlynur Pálmason
Hlynur Pálmason (Hornafjörður, 30 settembre 1984) è un regista e sceneggiatore islandese.

## Biografia
Si è laureato alla Scuola nazionale di cinema della Danimarca nel 2013. Il suo primo lungometraggio, Vinterbrødre, è stato presentato al festival di Locarno nel 2017. Il successivo (e suo primo in lingua islandese) A White, White Day - Segreti nella nebbia ha ricevuto riconoscimenti al Festival di Cannes, al Torino Film Festival, ed è stato candidato agli European Film Awards. Nel 2022 è in concorso a Cannes, nella sezione Un Certain Regard, con Godland - Nella terra di Dio.

## Filmografia

### Regista e sceneggiatore
- En dag eller to - cortometraggio (2012)
- En maler - cortometraggio (2013)
- Seven Boats - cortometraggio (2014)
- Vinterbrødre (2017)
- A White, White Day - Segreti nella nebbia (Hvítur, hvítur dagur) (2019)
- Nest - cortometraggio (2022)
- Godland - Nella terra di Dio (Vanskabte land) (2022)

### Produttore
- Vinterbrødre (2017)
- A White, White Day - Segreti nella nebbia (Hvítur, hvítur dagur) (2019) - produttore esecutivo
- Godland - Nella terra di Dio (Vanskabte land) (2022) - produttore esecutivo